# Modrá (okres Uherské Hradiště)
Obec Modrá, dříve také Nová Ves (Neudorf), se nachází v okrese Uherské Hradiště ve Zlínském kraji asi 1 km východně až severovýchodně od Velehradu. Žije zde 716 obyvatel.

## Historie
Území obce bylo navštíveno lidmi mladší doby kamenné a rovněž zemědělskými lidmi eneolitu již v době 5000 let př. n. l. Vesnice byla založena v roce 1786 po zrušení velehradského kláštera na místě panské ovčárny a zpočátku v ní žilo 20 osadníků. V roce 1834 tu již stálo 30 domů. Na konci druhé světové války byla obec osvobozena 1. května 1945 rumunskými jednotkami bez boje.

## Archeologické naleziště
Na území obce byla nalezena ručně hnětená pálená keramika s hrubým zrnem, s čarami a nehtovými vrypy, i pozdější keramika z plavené hlíny vyrobená na hrnčířském kruhu. Mezi nejvýznamnější archeologický objev však patří první odkrytí zbytků velkomoravské kamenné stavby na území Česka. Vykopávky zde prováděl od roku 1911 profesor bohoslovecké fakulty dr. Jan Nevěřil. Pod jeho vedením se podařilo odkrýt základy nevelkého kostela s pravoúhlým protáhlým kněžištěm a 4 podpěrami v lodi. Původně mu byl přikládán cyrilometodějský původ, což bylo ve vědeckých kruzích odmítáno, teprve po 40 letech se podařilo definitivně prokázat, že jde o první zděný kostel z dob Velké Moravy.
Tyto poznatky přinesl revizní archeologický výzkum, který zahájil v roce 1953 dr. Vilém Hrubý. Tento výzkum nejenom zpřesnil nálezovou zprávu o nalezišti, ale podařilo se při něm odkrýt i malý hřbitov o 36 kostrových hrobech, jejichž charakter odpovídá plně poznatkům o velkomoravských pohřebištích. Všechny hroby se vyhýbaly chrámovým zdem, z toho plyne, že pohřebiště vzniklo až v době, kdy kostel již stál. Nejstarší milodary v hrobech pocházejí z 9. století, není tedy pochyb, že stavba stála už v 1. polovině tohoto století, tj. ještě v době předcyrilometodějské.
Jde o jednolodní kostel s obdélnou lodí s vestavěnými 4 podpěrami a obdélníkovým kněžištěm o rozměrech asi poloviny délky a šířky lodi. Vstup do kněžiště byl snad částečně přehrazen krátkou příčkou, podlaha dlážděna menšími přitesanými kameny. Kamenné zdi, omítnuté zvenčí šedohnědou a uvnitř vícebarevnou malbou, nesly původně plochý dřevěný strop. Rozdílné zahloubení základů naznačuje, že loď měla větší výšku než pravoúhlý chór. Celkově lze usuzovat, že podoba byla ovlivněna misijním proudem ze západu.
Kolem východní části kostelíku byly zjištěny kůlové jamky – stopy ohrazení nebo náznak nějaké starší, snad také církevní stavby. Na severovýchodě a jihovýchodě pak ležel uvedený hřbitov, který svému účelu sloužil asi 100 let. Podle nálezu nožů v 10 hrobech lze soudit, že zemřelí příslušeli ke svobodné, snad i privilegované vrstvě.
Lze předpokládat, že po zániku Velké Moravy návrší u Modré pustlo, neboť v listině z počátku 13. století se hovoří o kostele sv. Jana, který později zmizel, ale který už tehdy stál pustý a prázdný v blízkosti Veligradu, na statku darovaném markrabětem Vladislavem Jindřichem cisterciákům jako provizorium do vybudování velehradského kláštera. Na konci 17. století je pak na rytině Kristiana Hirschmentzela, člena velehradského konventu, zobrazení malé kaple, nápadně se shodující s rekonstrukcí nalezených základů. Vzhledem k nálezu mince ze 17. století v areálu vykopávek lze předpokládat, že jde o totožnou kapli; rovněž lze předpokládat, že jde o kapli sv. Jana, spojenou se založením velehradského kláštera.

## Archeologický skanzen

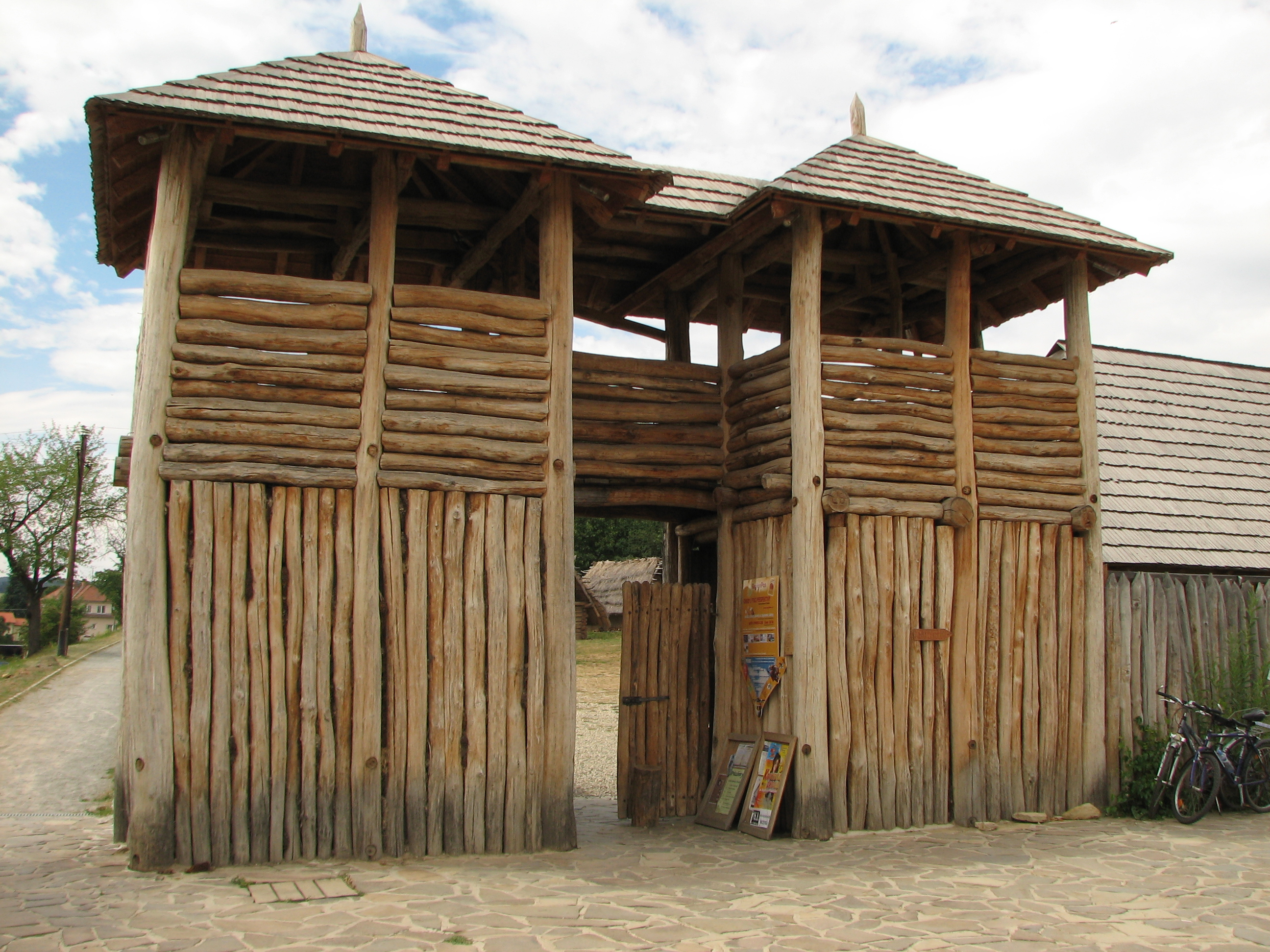
Vstupní brána

Vzhledem k mimořádnému významu nálezu základů zřejmě nejstaršího kamenného kostela na Moravě obec Modrá vystavěla v letech 1998–2000 hypotetickou rekonstrukci původního kostela sv. Jana. V návaznosti na tento počin a díky osobní aktivitě starosty obce byl v bezprostřední blízkosti archeologického naleziště a repliky velkomoravského kostelíka vybudován a v roce 2004 otevřen archeologický skanzen s replikami budov z období Velké Moravy.
Odehrává se zde široké spektrum činnosti – výstavy (pořádané především Slováckým muzeem v Uherském Hradišti), naučné programy, aktivity experimentální archeologie (výroba keramiky, tavba kovů), v blízkosti stále pokračuje archeologický výzkum.

## Pamětihodnosti
- Husitský sloup
- dva kamenné kříže – kulturní památka
- Kostel sv. Jana – replika původního kostela z 9. století

## Ochrana přírody
V katastru obce se nacházejí tato chráněná území:
- Evropsky významné lokality: Chřiby